# 日本の食事作法
日本の食事作法（にほんのしょくじさほう）とは、食事をする際の日本独特の作法（マナー）である。本項では、「日本」における「日本の文化」に基づいた、「日本の食事」における一般的な作法を記述する。

## 歴史
日本における食事作法は、中国の箸と共に匙を使用する作法とは異なり、「汁椀を手に持って食べる」独自の食事作法となっている。
日本は独自の食事作法とされており13世紀に道元が著した「赴粥飯法」は禅宗寺院における食事作法を詳細に規定しているが、肘をつかない、音をさせてものを食べてはならないなど、現代の作法とされるものを既にほとんど網羅している。室町時代には、小笠原流・伊勢流といった礼法の流派が形成され、包丁や箸使いの所作があみだされた。室町時代末期に中世武家礼法を集大成した小笠原流は続く江戸時代に幕府の用いるところとなり、食事作法を記した「食物服用之巻」など無数に発行された同流の作法書により民間にも浸透した。庶民の間でも、食事作法は年中行事、身体作法、言葉遣いなどとともに生活作法の一環として、家庭内の躾を通じた教養の一つとされた。

## 挨拶
いただだきます、ごちそうさまを言う。食事を始める時の挨拶「いただきます」は、食材への感謝、作ってくれた人への感謝をあらわす。食事を終えた時の挨拶「ごちそうさま」はご飯を用意してくれた人への感謝、食べられることへの感謝の気持ちをあらわす。日本独特の習慣であり、どちらも謙譲語である。

## 食事の際の心得
- 手を清潔にしておく。
- 食事中立ち歩かない。
- 食事中トイレに行かない。
- 姿勢を正して食べる。
- 器には手を添える。
- お箸はきちんと持つ。
- 口に物が入ったまま喋らない。
- 食事中にゲーム・スマホはしない。
- 食べ物・食器をおもちゃにしない。
- 食べた物の後片付けは（自宅の場合などは）自分でする。
- 外食した時は周りに迷惑を掛けない。
- 好き嫌いを減らす。（あったとしても、よけて残す行為が目立たたぬようにする）

## 食器
各食器は、日本の食事作法に従って配膳され、箸は頭を右にして手前に、ご飯は左（左上位の古来文化に基づく）に、汁物は右側に置く事が基本となっている。お重は器を置いたまま食べるが、お吸い物は右側になる。
ご飯と汁物のうどんやそばのセットのような席では、作法は問われない。
多くの場合、食事の際には箸を用いるが、現代においてはフォーク、スプーンなどの用具を用いることもある。
果物や菓子などの一部の食材・料理は手を使って食べても良いが、肉・魚などの料理を用具（食器）を用いず手づかみで食べてはいけない。(フライドチキンなどの手で食べることが海外の慣習の場合、手で食べる場合もある)ただし寿司や茹でたカニなどのように手で掴んで食べることを前提とした料理もある（寿司を手では無く箸で食べることを求められる場合もある）。
ほとんどの場合は、料理と一緒に食事に必要な食器が一そろい付いてくるため、箸などが付属しているかどうかを確認する。

### 椀を持つ
日本ではかつて卓を使って食事する習慣がなく、箸を使用する事、また畳の上に正座し、かつ低い膳を使用していた歴史から、茶碗を手に持って食べる文化がある。更に、ご飯茶碗や味噌汁の椀などを手で持たずに食べたり、皿に身を乗り出して口が料理を「迎えに行く」ことが無作法とされる（→犬食い）。和食を食べる限りにおいては椀を持つことが正しい作法である。日本国内の和食においては椀を手に持つ事が基本ではあるが、例外は本サブセクションにて後述。
椀の持ち方は、左手の指を平たく伸ばし、親指を起こして椀の縁に引っ掛け、残りの四本が底のところにある「糸底」（底の円周状に突起している部分）をのせるようにして持つ。こうすれば椀や丼の中身が熱いスープ（味噌汁など）でも、熱い思いをせずに持つことができる。人差し指・中指・薬指・小指はまっすぐそろえたほうが、より洗練された持ちかたに見える。陶器でできたやや重たい椀は、安定して持つために親指のつけねを縁につけて安定させる。
茶道では、茶碗を両手で持つ事が作法となっている。正確には、主に右手で容器を持ち、左手は容器の底部に添えて軽く支え、正面を向いたまま、口に飲み物が入ってくる程度でそっと容器を傾けるというものである。これは、飲む行為そのものを美しく行うことを主眼としている。
椀以外の食器
重箱や丼鉢は手にして持ち上げるかどうかは随意である。中華料理の麺料理をルーツとし日本独自の料理となったラーメンの丼は、手を添える事があっても器を持ち上げなくても作法上で問題とはされない。
家庭料理ではしばしば洋食と呼ばれる日本国外の料理が日本において和食化している場合もあり、米飯や味噌汁の椀は手に持つものの、料理の盛られた大きい皿は基本的に手で持ち上げて食べる事は行わない。

### 箸
日本における箸は、魂が宿ったものともされており、和食は「箸に始まり、箸に終わる」といわれるなど、箸の使用方法（箸使い）は特に注意されている（嫌い箸を参照）。
日本では、全ての料理（液状の料理を除く）を箸で食べる事が基本となっている（フォーク、スプーンなどの別段の用具が供されている場合は別である）。また、箸は食べ物をつまむ（はさんで持ち上げる）道具である。料理を箸で突き刺したり、左右の手で箸を持ち料理をハサミのよう切る事はしない。
箸の持ち方は箸#使用法を参照。

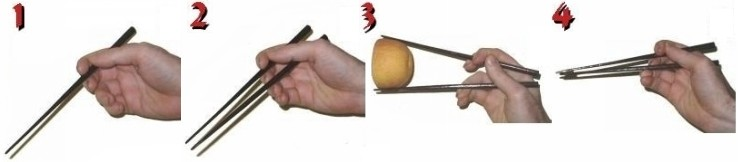
箸の持ち方
1.1本目は動かさないので手の甲と親指の付根にはさんで薬指で支える。
2.2本目はつまんだりはさんだりするため良く動かすので親指と手の甲ではさんで支点とし、人差し指と中指ではさんで動かしやすいようにする。

日本の食器でも漆器（木でできたものに漆を塗装してある食器）は繊細で傷付きやすいため、漆器に対してスプーンやフォークなど金属でできた食器を使用しない（傷を付け壊してしまうため）。このため、箸に不慣れな外国人などが和食（特に懐石料理のような格式を重んじて漆器が多用される）の席でスプーンやフォークを要求しても断られることがある。

## 食べ方
日本では、複数の皿が同時に食客の前に供される場合と、一皿ずつ順番に供される場合とがある。この場合、一つの皿の料理だけを食べてその皿を空けてしまうのは、片付け食いといい、無作法とされ、複数の料理を、順番にバランスよく食べる。三角食べとも言う。多くの場合は、それぞれの料理を順番に口に運ぶことで、味を最大限に楽しめるよう工夫されている。
このような食べ方は懐石や会席料理など順番に配膳された一品が一つの皿の場合、対処が困難となる。
食事に招かれたり飲食店などで供された料理は残さず食べる事が作法とされている。
一方で本膳料理において、与の膳の鯛の姿焼きや五の膳の口取りは、その場で食べず残して持ち帰るため、前の記述とは矛盾する。
これは食物を貴重とする日本の価値観によるものであり、道元はその理由を「食材は多くの人々の労力のこもった物であるから粗末にしてはならない」と述べる（“米という字を解体すると八十八と読める”と同義）。この関係で、日本では飲食店で食べきれないほどの料理を注文することもマナーに反する。
万が一、食事を残す際は、苦手な食べ物、満腹、アレルギーや特定の禁忌がある等の事情を述べて丁寧に断る。
そばやうどんの汁は、飲み干しても、残しても、随意とされる。
目上の人から箸を持つ（下の人は、先に箸を持たない）。目上の定義が曖昧なため、食事を始められない場合が発生する。基本的に一人ずつ膳で用意されるため、主菜副菜とも一人分が盛られ、汁と飯と菜は同時に無くなるように交互に食べる。懐石では汁を飲みきった時点では、飯を少し残しておき、酒が注がれてから菜である向付を食べる。
- ご飯の食べ方 - 箸で食べる。米飯を多く口に含んでいる時は、口がしまりにくくなる。そのような場合は、1度に多くの食べ物を口に含まず、少量から食べる。丼物もかき混ぜて食べない。具とご飯は交互に食べる。（例外に織田作之助の愛した混ぜカレーや卵かけご飯のように混ぜて食べるものあるが、きわめて庶民的なメニューとされる。）
- 汁物の飲み方 -汁物もあまり音を立てない。アニメなどでは汁物をおいしく見せるためわざと音を立てる傾向があるが下品とされる。和食の場合、器を両手で持ち口をつけて汁を飲み、具は箸を使いレンゲやスプーンは使わない。

飲み終わった後、お椀の「ふた」は食卓に（又はお膳）に上がった状態と同じようにする。理由は、お椀の柄を傷つけないためである。
- 麺類の食べ方 - 音を立てて啜る行為は本来マナー違反であるが海外ほど厳しくはない。啜ったほうが美味しく粋であるという理由は慣習的にある程度許容されてはいる。
- 音 – 食器類で音を立てない。口の中の食物で音を立てない。音を立てて咀嚼をする事は、特にマナー違反とされており、それは口に食べ物を入れたまま話をすることと同様である。
- 手皿 - 和食は器を持って食べるのが基本であり、手を下に添えながら食べる「手皿」は不作法である。器がない場合は懐紙などを使う。

## 会食
食べ物を口に含んで噛む時は、しっかり口を閉じる。基本的に咀嚼中は会話をしない。口に食べ物を入れたまま（口をあけて）喋る事は嫌悪感も与え、作法に反する。会話は、料理が途切れたときなど、口の中に食べ物が入っていない時に行う。
複数人で会食する時は、同席者の食事のペースに合わせ、他の人より著しく早く食べ終わったり、あるいは他の人が食べ終わっているのに自分だけがまだ食事中であるなど、他の人とペースが著しく違ならないように気を払う。途中で席を立つのが無作法なのは共通している。

### 座敷

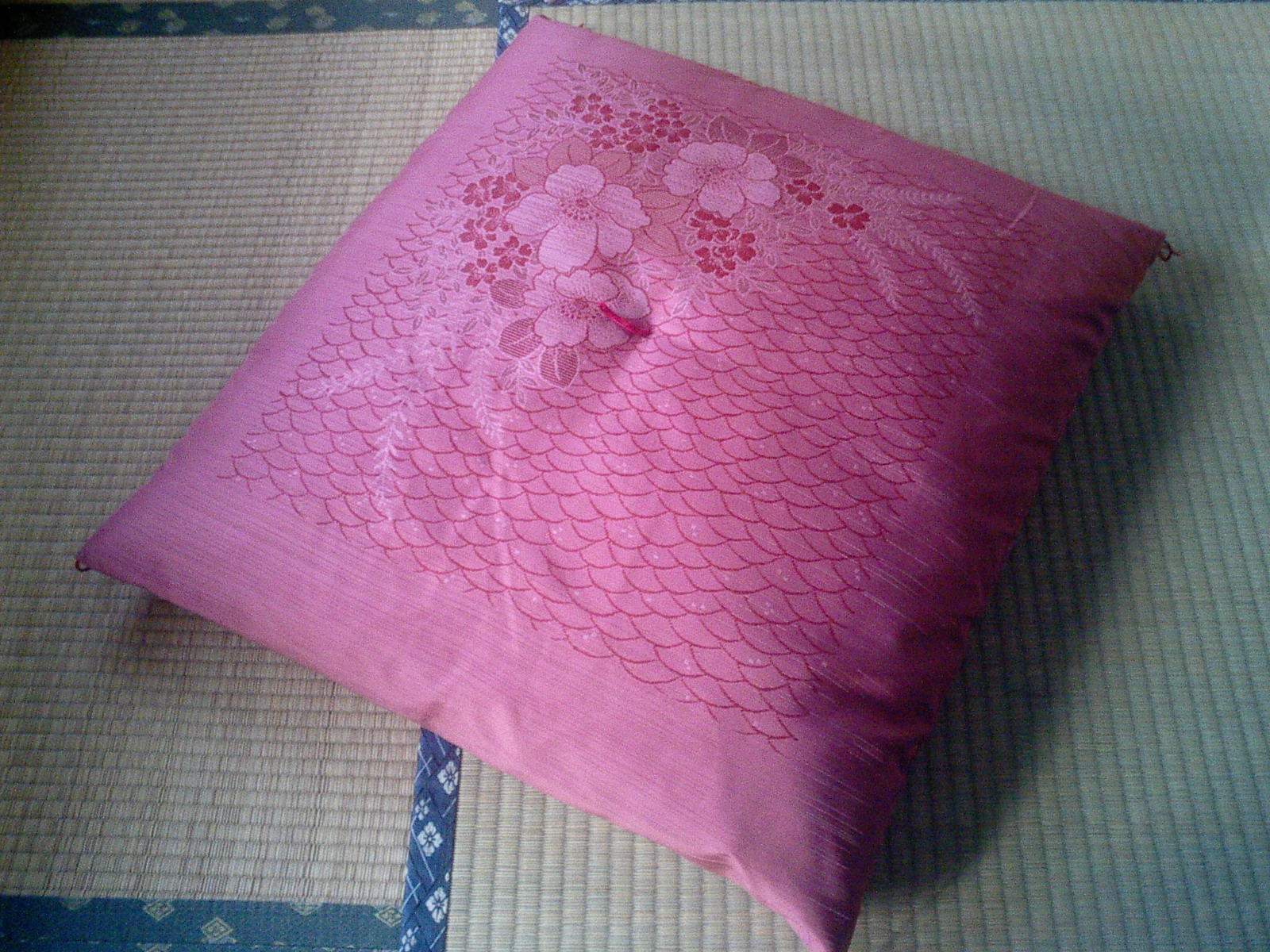
座布団は足で踏んではいけない

座敷など座布団の上に座る場所での食事などでは、座る位置がその場の上下関係（ヒエラルキー）を暗に示している（→上座）。多くの場合では、入り口から最も遠く、床の間という掛軸や生け花が飾ってある場所が「上座」とよばれ、一番目上の人か大切なゲストが座る位置である。また座布団を足で踏むのはかなり失礼な行為となる。仕事（ビジネス）上でトラブルを避けるためには、案内する者に名刺などを渡して、案内され示された場所に座る。
畳が敷いてある場所では履物（靴・サンダル・スリッパ）を脱ぐ。一方で靴下や足袋は脱がない。これは畳の上で履物を穿くのは葬儀中の死者以外におらず縁起が悪いこととされるためである。このほか、障子や襖の敷居（しきい：障子や襖が移動する木でできたレール）を踏むのも無作法とされるので、意識してまたぎ越えるようにする。この理由は、敷居は柱と繋がって家の構造となっているので、敷居を踏むと家が傷むからである。敷居は部屋と廊下の境目になっている部分にある。

### 酒
格式を重んじる席では、酒類は食事が一段落した後や、料理ができるのを待たせる間に出てくる。料理を主に食べている間は、酒は出ない。日本食であるにも関わらず、料理と酒が一緒に出てくる場合は、格式を重んじないくだけた席とみなされる。
格式を重んじる懐石では最初の向付から酒が出され、八寸も肴であるため酒が出される。
また格式を重んじる本膳料理は酒席などもてなしの料理のため初めから終わりまで酒が供される。
その間は酒と少量の料理が出るが、この間は「酒を飲みながら談笑する」など、ある程度はくつろいだ時間になるため、酒があるうちは厳格な作法を求められない。

## 備考
- 食前食後の挨拶の際に合掌をする習慣があるが、これは風習が慣例化したものであり作法とは異なる。作法としては両手を膝に揃え一礼する形となる。
- 日本では、左利きの場合でも筆記用具や箸を持つ場合に右手で持つことを幼いうちから求められ矯正される場合も多い。これは文字の書く方向の教育や食器の多くが右利きに特化しているためである。
- 日本食がブームになるなど国外に日本料理店が増えた事により、箸の使い方も知られてきた。